# Abdul Rahim Khan-e-Khanan

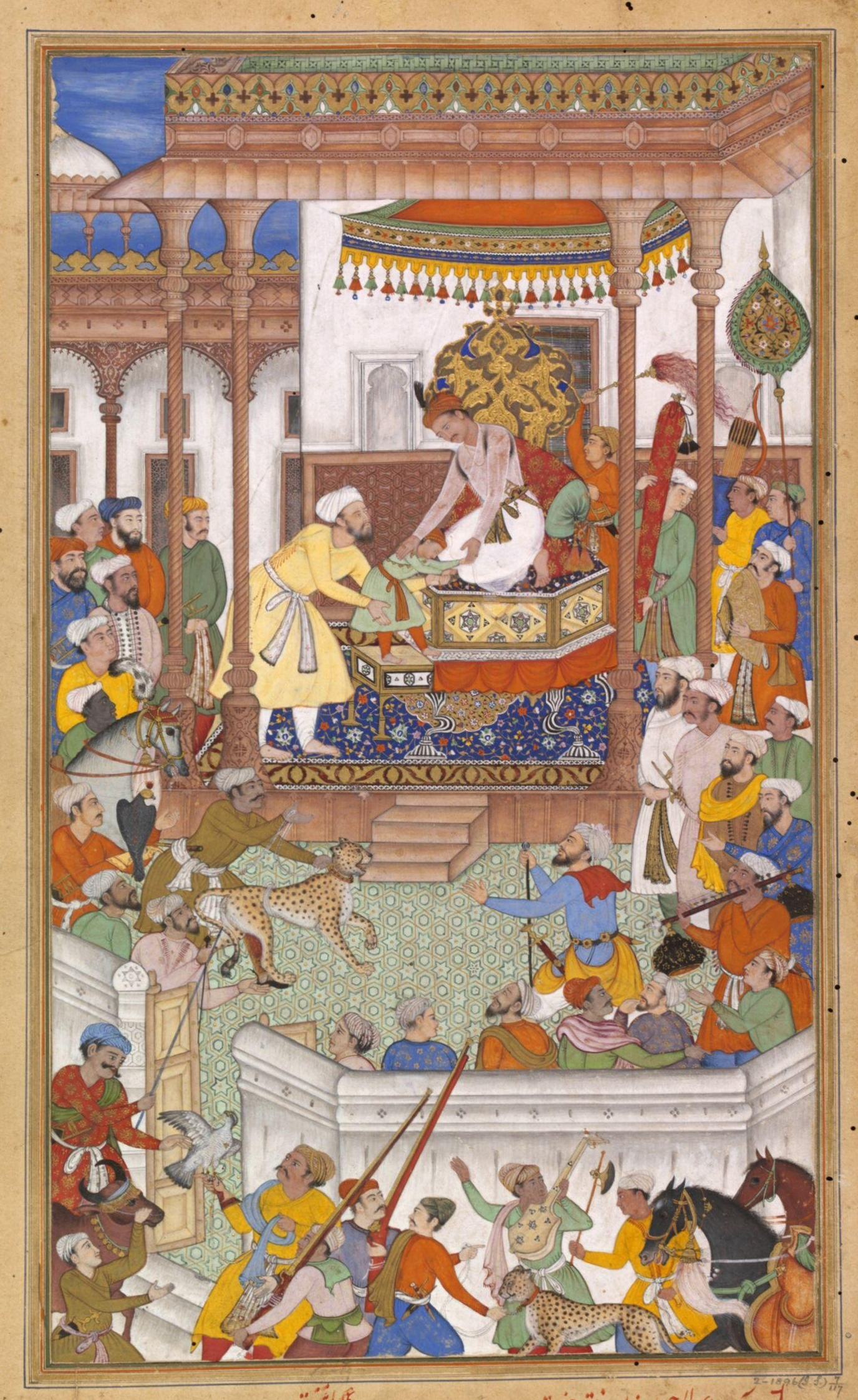
Der vier Jahre alte Abdur-Rahim Khan-e-Khanan

Abdur-Rahim Khan-e-Khanan (persisch عبدالرحیم خان‌خانان; geboren um 1557; gestorben 1627) war ein bedeutender Feldherr und Dichter am Hof der Großmoguln Akbar und Jahangir.

## Feldherr
Abdur-Rahim war der Sohn des Feldherrn Bairam Khan und der Tochter eines Mewati-Fürsten. Als sein Vater seines Amtes enthoben und auf einer Reise nach Mekka am 31. Januar 1561 ermordet wurde, floh seine Mutter mit ihm vom Hof. Der junge Großmogul Akbar I. ließ Abdur Rahim jedoch zurückholen, förderte ihn und vertraute ihm wichtige Ämter an.
Abdur-Rahim beteiligte sich erfolgreich an der Eroberung des Sultanats von Gujarat, Sindh und den Kämpfen um den nördlichen Dekkan. Er bekleidete den Posten eines khankhanan (Generalissimus, persisch خان خانان, DMG khān-i khānān, wörtlich „Khan der Khane“). Im September 1583 vollendete er die Unterwerfung Gujarats; zur Feier dieses Sieges ließ er die Stadt Ahmadabad mit einem Siegespark, (fathbag), schmücken. Im Zuge eines Feldzugs im Dekkan, auf den ihn Akbars Sohn Murad begleitete, ließ er in der Stadt Burhanpur unter anderem eine Bibliothek errichten, deren Überreste noch heute existieren. Im November 1600 nahm er die von angeblich 34.000 Mann verteidigte Festung Asirgarh ein, bei deren Übergabe Bestechung oder Verrat vermutet wird.
In der folgenden Zeit fiel er unter Jahangir zeitweise in Ungnade. Erneut zum Befehlshaber im Dekkan ernannt, leiteten er und sein Sohn Iraj Shahnawaz Kämpfe gegen den Heerführer Malik Ambar. Wegen seiner Unterstützung Shah Jahans, des in Ungnade gefallenen Sohnes Jahangirs, wurde er wiederum entlassen, jedoch im Jahr 1627 an den Hof zurückgerufen. Er starb jedoch noch im selben Jahr.

## Dichter
Abdur-Rahim war auch als Dichter in den Sprachen Persisch, Tschagataisch und Hindi tätig. Er förderte mehr als hundert Dichter und gilt als einer ihrer größten Mäzene während der Mogulzeit. Selbst schrieb er weniger auf Persisch als auf Hindi, unter dem Dichternamen Rahīm. Seine Hindi-Gedichte sind noch heute populär. Leider gibt es nicht viele Manuskripte seiner Hindi-Gedichte, die vor allem mündlich weitergegeben wurden. Daher werden manche seiner dohas auch anderen Dichtern zugeschrieben. Sein bekanntestes Hindi-Werk ist das Nagar-shobhā („Die Stadtschönheit“), in dem er die erotischen Vorzüge von Frauen aus verschiedenen Berufsgruppen preist, von der Brahmanin bis zur Waschfrau. Damit stellt er sich sowohl in die Hindi-Tradition des „Heldinnengedichtes“ (nayikābheda) als auch in die persische Tradition der Schahrāschōb-Literatur, in der verschiedene schöne Männer gepriesen werden. Außerdem übersetzte er die Autobiographie des Großmoguls Babur („Bāburnāma“) aus dem Tschagataischen ins Persische.  So stand unter anderem der Dichter Ḥusain Ṯanāʾī Mašhadī in seinen Diensten.

## Biografie
Sehr ungewöhnlich für einen Mogul-General ist, dass es eine zeitgenössische Lebensbeschreibung von Abdur-Rahim gibt. Diese Biografie schrieb der Dichter Nihāvandī im Jahr 1616 auf Persisch unter dem Titel Ma’āsir-i Raḥīmī („Die Rahim'schen Großtaten“).